# Bela zenetouae
Bela zenetouae is een slakkensoort uit de familie van de Mangeliidae. De wetenschappelijke naam van de soort is voor het eerst geldig gepubliceerd in 1988 door van Aartsen.